# Pahtaselkä
Pahtaselkä är en kulle i Finland.   Den ligger i den ekonomiska regionen  Fjäll-Lappland  och landskapet Lappland, i den norra delen av landet, 900 km norr om huvudstaden Helsingfors. Toppen på Pahtaselkä är 420 meter över havet.
Terrängen runt Pahtaselkä är huvudsakligen kuperad, men den allra närmaste omgivningen är platt.  Trakten runt Pahtaselkä är nära nog obefolkad, med mindre än två invånare per kvadratkilometer. Det finns inga samhällen i närheten. 